# 児島市民交流センター

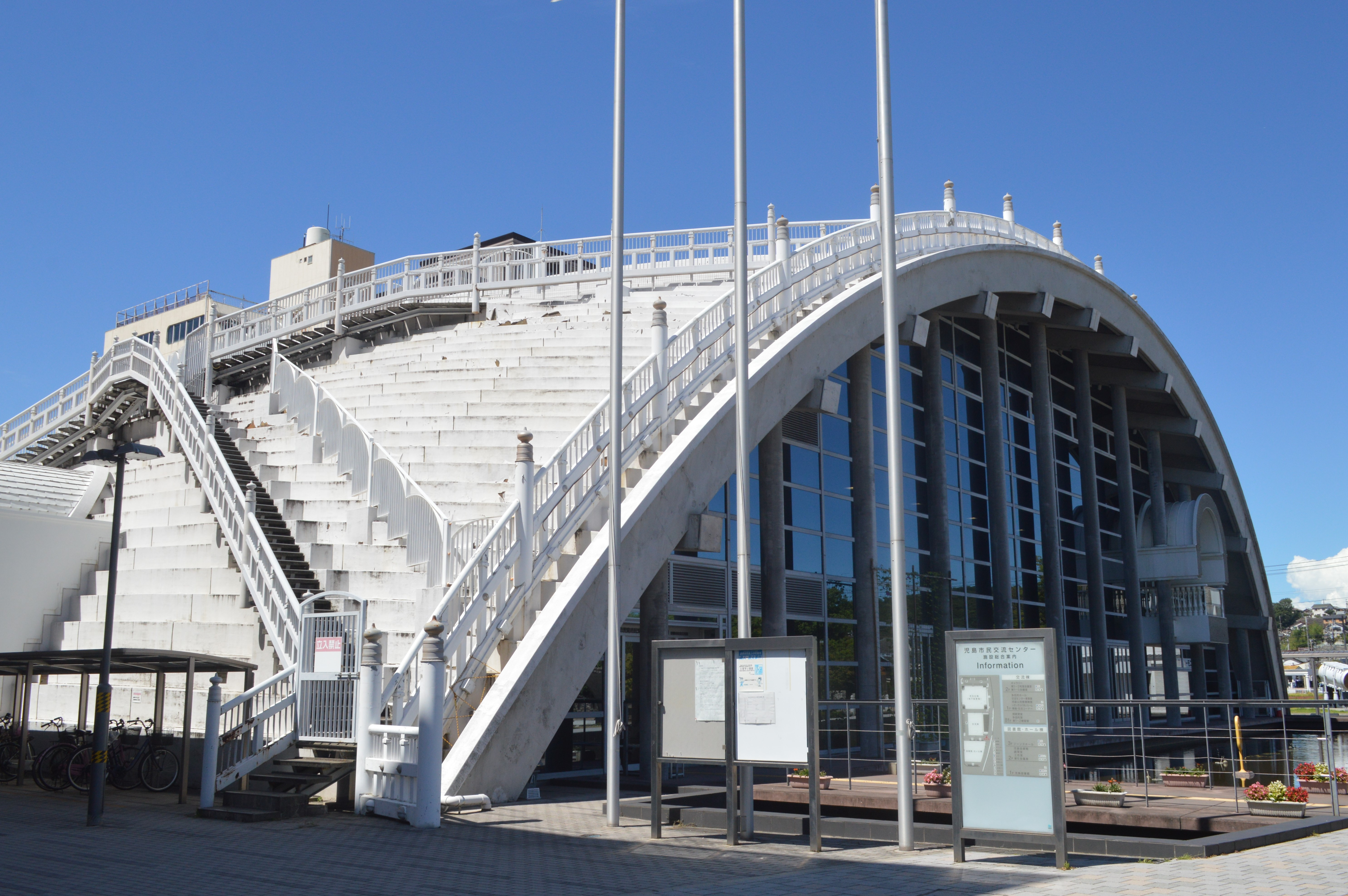
交流棟

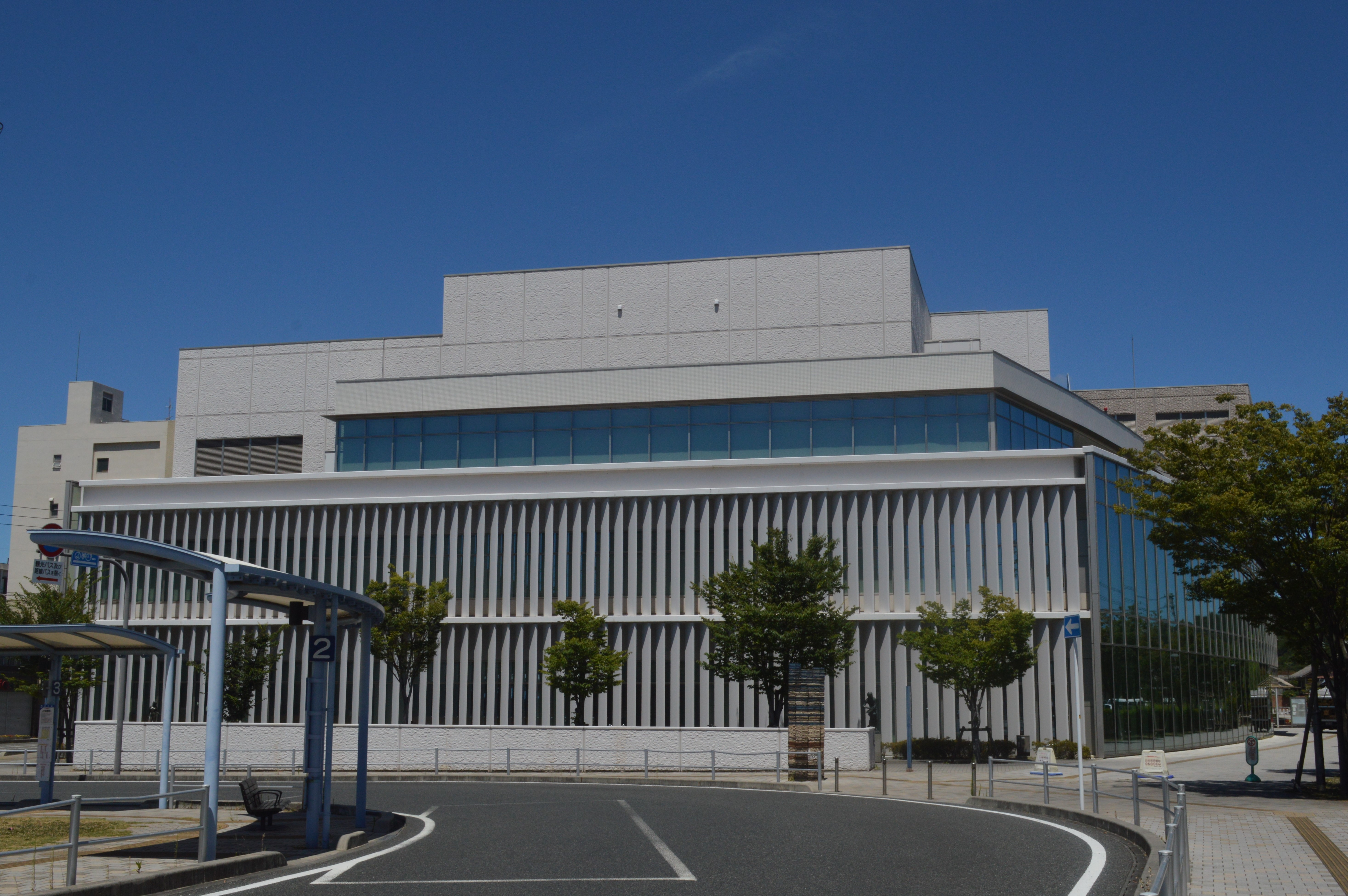
図書館・ホール棟

児島市民交流センター（こじましみんこうりゅうセンター）は、岡山県倉敷市児島にある複合施設。指定管理者は児島商工会議所・クラレテクノ共同事業体（児島商工会議所、クラレテクノ株式会社）

## 歴史
児島・坂出ルートの本州四国連絡橋「瀬戸大橋」の開通を記念して、1988年（昭和63年）4月10日に博物館の瀬戸大橋架橋記念館として開館した。その後、入場者の減少と倉敷市の財政改革のため、2004年（平成16年）4月より地域の多目的施設となり、建物は倉敷市が所有し、株式会社さんびるが指定管理者として運営していたが、2010年（平成22年）3月31日に閉館。児島地区に分散する公共施設（児島公民館・児島図書館など）を集約する形で再開発が行われて新築・改修され、2011年（平成23年）10月1日、児島市民交流センターとなった。

## 施設
- 交流棟（旧 瀬戸大橋架橋記念館） - 第1・2練習室、視聴覚室、多目的室、いきいきふれあいルーム、多目的ホール、展示スペース、第1～5会議室、第1・2和室会議室、ギャラリー
- 図書館・ホール棟 - 倉敷市立児島図書館、工作室、陶芸釜室、調理室、第6会議室、ジーンズホール
- ホール - 292席。隣接する児島文化センターが定員1200人で これが中ホールもしくはやや小振りな大ホールとしての役割を果たすことから、児島市民交流センターは小ホールとしての位置付けを担う。
- 芝生広場

## 建築
旧 瀬戸大橋架橋記念館の部分は太鼓橋をかたどっており、野外広場に並ぶ円柱の上にはそれぞれに蒸気機関車や、ポーズをとった人形が配され、前衛的なモニュメントで囲まれている。また、当施設を含む一帯は「ブリッジランド」と名づけられ、道を挟んだ東側の親水公園「橋の公園」は市民の憩いの場として定着していた。
- 延床面積　3,318.44m2
- 建築面積　1,677.34m2
- 鉄骨造一部鉄筋コンクリート プレキャストコンクリート造、地上2階・地下1階

開設当初からある瀬戸大橋、イタリアの建築家アンドレーア・パッラーディオのリアルト橋、ロンドン橋など世界各国の様々な橋の巨大な模型が残されていた。また、最近では地元メーカーのジーンズの展示や販売も行われ、会議室×3・ギャラリーA・ギャラリーB・地下ホール・地下練習場・野外広場の8つの有料多目的スペースなどがあった。
瀬戸大橋架橋記念館当時の写真

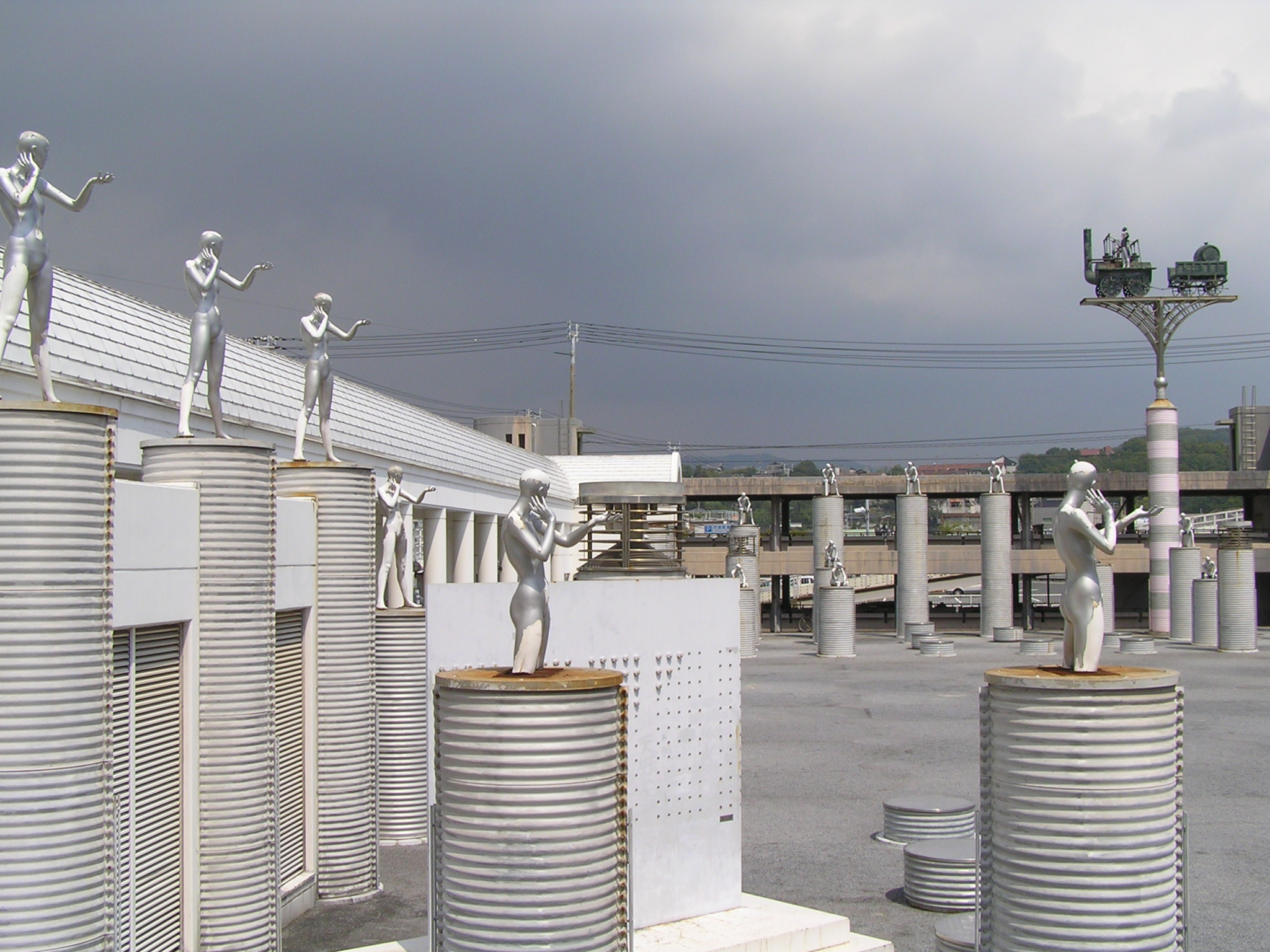
野外広場
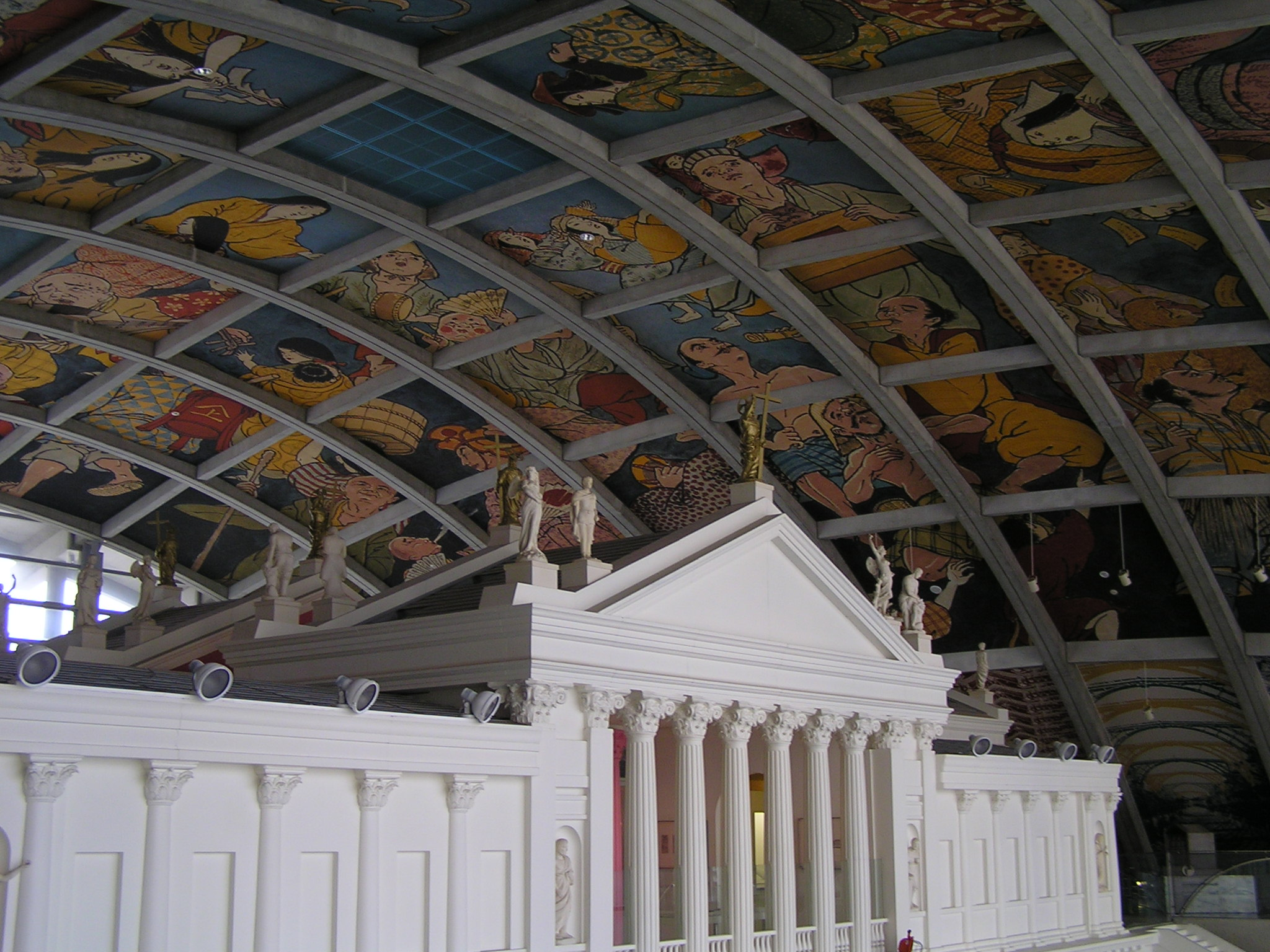
内部

## 交通アクセス
所在地
- 岡山県倉敷市児島味野2-2-38（児島市民交流センター）、岡山県倉敷市児島味野2-2-37（倉敷市立児島図書館）

交通アクセス
- JR瀬戸大橋線（本四備讃線）児島駅より徒歩10分
- 瀬戸中央自動車道児島ICより車で5分
- 下電バス児島文化センター前停留所下車すぐ